# Моксон, Кендрик
Ке́ндрик Ли́хти Мо́ксон (англ. Kendrick Lichty Moxon) — американский юрист. Саентолог и адвокат юридической фирмы Moxon & Kobrin, представляющей исключительно интересы членов Церкви саентологии и аффилированных с ней организаций.
В первые годы своей деятельности в Церкви саентологии он занимался правовыми вопросами и носил звание «преподобный». Кроме того он работал на спецслужбу саентологов, известную как Охранный отдел и наряду с Лафайетом Роном Хаббардом и другими 19 саентологами был назван ФБР в числе обвиняемых в пособничестве при осуществлении тайной и преступной саентологической акции «Операция „Белоснежка“». Доказательства собранные в материалах дела свидетельствовали о том, что Моксон предоставлял ФБР поддельные образцы почерка сотрудника Охранного отдела Майкла Майснера, хотя сам он впоследствии заявлял, что сделал это непредумышленно.
Основная часть юридической работы непосредственно связана с саентологией. Он работал в качестве комиссара в аффилированной с саентологией Гражданской комиссией по правам человека. В 1988 году он представлял интересы Церкви саентологии в Верховном суде Лос-Анджелеса во время судебной тяжбы на сумму в один миллиард долларов США против бывших саентологов. В 1990 году он представлял Церковь саентологии в деле против Налогового управления США, с целью получить доступ к сведениям, которые ведомство смогло собрать о саентологической деятельности. Он оказывал юридическую поддержку 50 саентологам в подаче исковых заявлений против антикультовой организации Cult Awareness Network (CAN), что привело к банкротству последней, её переходу в собственность саентологов и переименование в New Cult Awareness Network, после чего направление деятельности прежней организации изменилось на прямо противоположное. Кроме того, Моксон выступал адвокатом пятидесятника Джейсона Скотта в его иске против CAN и депрограмматора Рика Росса. Также Моксон представлял интересы саентологического издательства Golden Era Productions в деле против критика саентологии Говарда Кита Хенсона. В 2000 году во время расследования уголовного дела в связи со смертью Лизы Макферсон Моксон представил аффидавит, а также отстаивал её право на лечение по саентологическим методикам, как части религиозной практики.

## Биография
Родился в Пенсильвании.
В 1972 году получил степень бакалавра гуманитарных наук по антропологии в Американском университете.
В 1981 году получил степень доктора права в Университете Джорджа Мейсона.
6 сентября 1984 года стал членом коллегии адвокатов Вашингтона
17 июня 1987 года стал членом коллегии адвокатов штата Калифорния.

### Семья
В 1979 году у Моксона и его жены Карлы Смит родилась дочь Стейси Гров Мейер. 25 июня 2000 года находясь на работе в саентологическом издательстве Golden Era Productions Мейер погибла, упав с лестницы и задев провод, находившийся под напряжением 7200 вольт. Калифорнийское управление по охране труда и здоровья провело расследование обстоятельств гибели Мейер и пришла к выводу, что причина смерти не связана с нарушением правил техники безопасности. Мейер работала в Golden Era Productions два года и занималась озеленением и техническим обслуживанием.

## Саентологическая деятельность

### Охранный отдел
В 1977 году Моксон официально числился членом Церкви саентологии и имел звание «преподобный». В это время он занимал в Церкви саентологии должность директора министерства по правовым вопросам. Кроме того он работал спецслужбу саентологов, известную как Охранный отдел и наряду с Лафайетом Роном Хаббардом и другими 19 саентологами был назван ФБР в числе обвиняемых в пособничестве при осуществлении тайной и преступной саентологической акции «Операция „Белоснежка“». Эта операция была придумана Хаббардом с целью незаконными путями получить документы Правительства США. В её рамках саентологами проникали в государственные службы США, включая Налоговую службу США, с целью похищения документов имеющих отношение к саентологии.
Доказательства собранные в материалах дела свидетельствовали о том, что Моксон предоставлял ФБР поддельные образцы почерка сотрудника Охранного отдела Майкла Майснера. Обе стороны дела были согласны в том, что Моксон ответил на повестку от 14 октября 1976 года «Повестка Большого жюри для всех подлинных экземпляров почерка Майкла Мейснера и о приёме на работу и кадровом учёте г. Мейснера в распоряжении Церкви саентологии», предоставив американскому правительству «поддельные образцы почерка вместо подлинных экземпляров г. Майснера». Из материалов дела следовало, что Моксон «направил в распоряжение правительства поддельные образцы почерка». Девять саентологов подписали соглашение как часть сделки о признании вины. Согласно письму Калифорнийского окружного отделения Охранного отдела «Рик Моксон» и четыре других лица «знали всё или почти всё» о тайных операциях против американского правительства. Согласно письму Охранного отдела Моксон под угрозой наложения штрафа в $50000 не стал раскрывать имеющиеся у него сведения о проводившихся саентологами операциях. Соглашение о неразглашении имело заголовок «Пакт о неразглашении; Соглашение Судного дня». В письме Церкви саентологии официально указывалось дать понять Моксону, что «если они заговорят, то будут навсегда изгнаны, преследоваться ОО [Охранным отделом] до Судного дня и оставлены гнить в физической Вселенной».
Сам Моксон заявил Phoenix New Times условия показаний были написаны агентами ФБР, а затем подписаны официальными представителями Церкви саентологии. Он утверждал, что неумышленно представил поддельные образцы почерка ФБР и до того как заниматься адвокатской деятельностью прошёл проверку в коллегиях адвокатов в Вашингтоне и Калифорнии. Согласно изданию Моксон находится «в хороших отношениях» с обеими коллегиями. В свою очередь бывший сотрудник Отдела особых дел, пришедшего на смену Охранному отделу, Фрэнк Оливер рассказал Phoenix New Times, что его последнее задание заключалось в оказании помощи Моксону в создании особого подразделения, целью которого был сбор сведений о деятельности Cult Awareness Network, а также вербовка людей, которые бы согласились стать истцами в судебных процессах против этой организации.

### Судебные процессы

#### Ранние годы
Моксон выступал в качестве адвоката Церкви саентологии в 1988 году, когда бывшие саентологи подали исковые заявления на общую сумму один миллиард долларов. Моксон заявлял, что в число истцов входили некоторые бывшие саентологи, которые были изгнаны и выступали с требованием вернуть пожертвования, которые сделали Церкви саентологии, как и оплату за всё проведённое там время. Дело было прекращено судьёй Верховного суда Лос-Анджелеса, а Моксон оценивал истцов как «нескольких бывших членов, которые объединились с целью совершить денежное убийство».
В 1990 году представлял Церковь саентологии во время судебного процесса с Налоговым управлением США в попутке получить доступ к ведомственным документам о саентологической деятельности. Он заявлял, что «действия, предпринятые Налоговым управлением в этом деле характеры для принудительного лечения агентством религиозных групп». Во время тяжбы юридическая фирма Моксона наняла частных детективов для расследования деятельности агентства. Так частный детектив Майкл Л. Шомерс рассказывал, что проводил операцию под названием «Вашингтонское бюро новостей», выдавая себя за репортёра и пытаясь собрать сведения о критиках саентологии. Шомерс также отмечал, что проникал на совещания в Налоговом управлении США в попытках собрать данные о служащих. Оплату от Bowles & Moxon Шомерс получал наличными или банковскими чеками. Согласно The New York Times Моксон заявлял, что деятельность Шомерса являлась законной, и что он и другие адвокаты саентологов пользуются услугами частных детективов с целью противостоять лжи «жуликоватых правительственных агентов».

#### Дело Cult Awareness Network
Моксон помогал саентологам в подаче 50 исковых заявлений против Cult Awareness Network, которые привели эту организацию к банкротству. Сам Моксон заявлял St. Petersburg Times, что его юридическая фирма помогала саентологам в судебном процесс против CAN преимущественно бесплатно и что Церковь саентологии в этом деле «помогала немного, но совсем немного». Он также утверждал, что отдельные саентологи обратились к нему за юридической помощью из-за большого опыта ведения подобных дел. Моксон говорил, что иски были поданы отдельными саентологами, которые утверждали, что являются «жертвами CAN». Кроме в передаче 60 Minutes Моксон заявил: «Они не появились сами по себе. Некоторое количество саентологов пришли в нашу фирму и сказали: „Я подвергаюсь дискриминации со стороны CAN“».
Джейсон Скотт из пятидесятнической общины «Церковь скинии жизни» (входящей в состав Объединённой пятидесятнической церкви, международной) был похищен в 1991 году из своего дома в Белвью и подвергнут депрограммированию. Депрограмматор Рик Алан Росс обратился к матери Скотта через добровольцев CAN и Моксон выступил pro bono адвокатом Скотта в судебном процессе против Росса и CAN. Согласно передаче 60 Minutes использовавшиеся Моксоном в суде в качестве доказательства два аффидавита были ложными. Суд удовлетворил иск Скотта обязав выплатить ему 5 миллионов долларов США, из которые 1,8 миллиона должна была выплатить CAN. Пос того, как CAN была объявлена банкротом, Скотт отказался от услуг Моксонаи и пригласил из Лос-Анджелеса адвоката Грэма Берри, который ранее представлял своих клиентов в судебных делах против Церкви саентологии. В итоге размер штрафных санкций в отношении Росса был сокращён до 5 тыс. долл. и 200 часов услуг «как опытного консультанта и специалиста по депрограммерским операциям».
Скотт заявил, что чувствовал, что им манипулировали с целью воплощения саентологического плана по разрушению CAN. Согласно Chicago Tribune Скотт и его родственники ощущали, что Моксон не уделяет должного внимания ведению дела своего доверителя, а вместо этого сосредоточился на «личной вендетте» CAN, а мать Скотта Кэтрин Тонкин отметила: «В целом, Джейсон сказал, что устал быть ширмой для саентологов. Мой сын никогда не был членом Церкви саентологии. Когда он связался с Моксоном, тот соблазнил его возможностью получить 1 миллион долларов, вот он и пошёл на это».
После того как Скотт отказался от услуг Моксона, тот начал проводить широкую информационную кампанию в двух штатах, заявляя, что Берри был навязан сторонниками CAN. Так The Washington Post приводит следующие слова Моксона по этому поводу: «Им действительно злоупотребляла CAN и безобразно злоупотреблял это парень Берри». Моксон, утверждавший, что с Росс и его единомышленники лишили свободы полноправного взрослого человека с целью навязать ему свои религиозные убеждения, немедленно подал в суд документы стремясь воспрепятствовать примирению сторон и назначить опекуна, поскольку посчитал Скотта «недееспособным», но получил отказ.
Млксон имел непосредственное отношение к получению архивных документов CAN после признания банкротства организации арбитражным судом. Бывший сотрудник юридической фирмы Моксона и саентолог Стивен Хэйес, приобрёл имущество Cult Awareness Network. Лица принадлежавшие к старой Cult Awareness Network выразили беспокойство тем, что их личные данные могут попасть в чужие руки, но Моксон в ответ заявил: «Люди, которые совершили преступления, не хотят, чтобы они были раскрыты». В 2000 году Моксон в соавторстве Энсоном Шупом и Сьюзан Дарнелл на основании этих архивных документов Cult Awareness Network написал статью «CAN. Мы вряд ли знали: секс, наркотики, откаты депрограмматорам в (Старой) Cult Awareness Network», которая была представлена в Хьюстоне на встрече Общества научного религиоведения.
Согласно внутренним саентологическим документам Моксон воспользовался саентологической доктриной для разрушения CAN. Так в документе за авторством Курта Вейланда сказано следующее: «Гражданский иск был подан против жертвы [Рика] Росса и Cult Awareness Network. На этот раз он был тем адвокатом, который знал, что он делает и понял технику PTS/SP! Адвокатом был саентолог и ОТ Рик Моксон». PTS/SP в саентологической терминологии означает тактику обработки врагов, которых именую «подавляющие личности» (англ. suppressive persons (SP's)), а связанные с ним люди называются «постоянным источником неприятности» (англ. potential trouble sources (PTSs)). Так Cult Awareness Network была отнесена саентологами к разряду организаций «подавляющих личностей».

#### Другие
В феврале 1998 года Моксон представлял интересы менеджера саентологического издательства Golden Era Productions Кена Ходена в деле против критика саентологии Говарда Кита Хенсона. Ходен пытался добиться запретительного приказа после того, как Хенсон выступил в мае 1997 и январе 1998 года против саентологии вне киностудии Golden Era в Гилман Хот Спрингс. Моксон утверждал, что Хенсон представляет опасность поскольку выложил критические сведения о саентологии в Интернет, а также обладает знаниями в области крионики и изготовлении взрывчатых веществ. Ходен добился временного запретительного приказа в отношении Хенсона, но затем Верховный суд Риверсайда отказал Ходену в удовлетворении требования бессрочного запретительного приказа.
В 1999 году Моксон представлял интересы адвентистов седьмого дня и Церкви объединения в судебном процесса против Рабочей группы штата Мэриленд, которая занималась расследованием влияния деструктивных культов на студентов колледжей. Адвентисты и мунисты посчитали, что деятельность Рабочей группы по изучению влияния деятельности культов на государственный высшие учебные заведения является «религиозной инквизицией».
В 2000 году в связи со смертью Лизы Макферсон Моксон совместно своей коллегой по юридической фирме Хелен Корбин предоставил Окружному суду Пинеллас-Паско аффидавит, а также жалобу на уголовное преследование Церкви саентологии. Моксон и Корбин заявили, что уголовное преследование основано на «крайнем религиозном уклоне» и «предрассудочном понимании церкви». Они выступали в защиту использования саентологами созданной Хаббардом одитинговой практики сжатого самоанализа, которая применялась к Лизе Макферсен в гостинице Форт Харрисон в Клируотере и которую они бозначали как «полностью религиозную». Они писали, что «Принуждение саентолога к получению психиатрических услуг равносильно тому, как заставить ортодоксального иудея съесть свинину, или принудить верующего католика сделать аборт. Это просто немыслимо и недопустимо для нашей веры и совести». Кроме того Моксон заявил, что считает судебный иск родственников Лизы Макферсон это «не более чем повод для того, чтобы плохо отозваться» о Церкви саентологии. Уголовное дело было прекращено из-за недостаточности оценки судебно-медицинского эксперта, а гражданский иску о смерти в связи с противоправными действиями был урегулирован в 2004 году.
По мнению главного юрисконсульта саентологов Эллиота Абельсона основная часть юридической работы Моксона связана с саентологией. Наряду с юридической фирмой у Моксона имеется второй офис в штаб-квартире Церкви саентологии в Лос-Анджелесе. Кроме того Моксон является юрисконсультом аффилированной с саентологами Гражданской комиссии по правам человека. Согласно пресс-релизу 2001 года Моксон является комиссаром Гражданской комиссии по правам человека.